# Муканов, Шаймерден
Шаймерден Муканов, другой вариант имени — Шаймардан (каз. Шаймерден Мұқанов; 1924 года, село Карабулак) — старший чабан совхоза «Карабулакский» Зайсанского района Восточно-Казахстанской области, Казахская ССР. Герой Социалистического Труда (1966).
Родился в 1924 году в крестьянской семье в селе Карабулак (сегодня — Зайсанский район). В 1940 года начал свою трудовую деятельность в колхозе «Освобождение». Позднее работал чабаном в совхозе «Карабулакский» Зайсанского района. Был назначен старшим чабаном в этом же совхозе.
Бригада Шаймердена Муканова достигла выдающихся трудовых успехов в овцеводстве. За трудовые достижения был награждён в 1958 году Орденом Ленина и в 1964 году — Орденом «Знак Почёта». За достигнутые успехи в развитии животноводства, увеличении производства и заготовок шерсти удостоен звания Героя Социалистического Труда указом Президиума Верховного Совета СССР от 22 марта 1966 года c вручением ордена Ленина и золотой медали «Серп и Молот».
После выхода на пенсию проживал в Зайсанском районе.
Награды
- Герой Социалистического Труда
- Орден Ленина — дважды (29.03.1958; 22.03.1966)
- Орден «Знак Почёта» (18.02.1964)
- Заслуженный мастер социалистического животноводства Казахской ССР (1964)

Память
Его имя внесено в Золотую книгу почёта Республики Казахстан